# Андреас Вольф
Андреас Вольф (нім. Andreas Wolf, нар. 12 червня 1982, Ленінабад) — колишній німецький футболіст, захисник.
Більшу частину кар'єри провів у «Нюрнберзі», вихованцем якого є. Також у кінці кар'єри недовго грав за «Вердер» та «Монако».

## Ігрова кар'єра
Народився в СРСР у родині етнічних німців. У 1990 році разом з батьками емігрував до Німеччини, де невдовзі почав займатися футболом. Вихованець футбольної школи клубу «Нюрнберг».
У дорослому футболі дебютував 2000 року виступами за другу команду нюрнберзького клубу, в якій загалом провів шість сезонів, взявши участь у 48 матчах чемпіонату.
Вже з 2001 року поступово залучався до матчів головної команди «Нюрнберга». Відіграв за нюрнберзький клуб десять сезонів своєї ігрової кар'єри. Більшість часу, проведеного у складі «Нюрнберга», був основним гравцем захисту команди. За цей час виборов титул володаря Кубка Німеччини.
У липні 2011 року перейшов до бременського «Вердера», підписавши контракт на два роки. В команді провів лише півроку, зігравши за цей час у 15 матчех Бундесліги, а також одному матчі національного кубка.
У січні 2012 року Вольф підписав дворічний контракт (з можливістю продовження ще на один рік) з «Монако» з Ліги 2. По завершенні сезону 2011/12, в якому Андреас зіграв лише у двох матчах, було оголошено, що Вольф був призначений як новий капітан «Монако» новим тренером «монегасків» Клаудіо Раньєрі. Незважаючи на статус капітана, Вольф мав небагато ігрового часу через нові придбаня, а також травми німця. Всього ж за підсумками сезону 2011/12, в якому клуб виграв Лігу 2 і повернувся в еліту, Вольф зіграв у 21 матчі чемпіонату.
У сезоні 2013/14 Вольф зіграв лише в одному матчі Ліги 1, після чого покинув клуб на правах вільного агента. Незабаром після цього Вольф оголосив про завершення ігрової кар'єри.

## Титули і досягнення
- Володар Кубка Німеччини (1):

«Нюрнберг»: 2006-07